# ビル・ブライト
ビル・ブライト（William R. "Bill" Bright、1921年10月19日-2003年7月19日）は、アメリカの伝道者でキャンパス・クルセード・フォー・クライストの創立者。1952年に福音伝道に資するため豊かな人生のための四つの法則を作成、1979年に映画ジーザスをプロデュースした。

## 生涯
オクラホマ州コウェタに生まれた。彼自身は青年期を「幸せな異教徒」時代と描写している。彼は経済学位を得て、ノースイースタン州立大学を卒業した。そしてロサンゼルスに移り"Bright's California Confections"を設立した。
1944年にハリウッド第一長老教会に通い、クリスチャンとなる。それからすぐにプリンストン神学校とフラー神学大学で本格的に神学、聖書を学んだ。
フラーで学生であった時、カリフォルニア大学ロサンゼルス校の学生と信仰を分かち合うことによって、キリストの大宣教命令（マタイによる福音書28:19）を広める運動をした。これは、のちにキャンパス・クルセード・フォー・クライストへ発展する。
数十年の間、ビル・ブライトと彼の妻は忠実にこの活動を続け、大きく発展させた。キャンパス・クルセードには現在190の国に20000人以上のフルタイムのスタッフと22万5000人以上の訓練されたボランティアスタッフがいる。
彼は多くの著書とトラクト、論文、パンフレットを著した。
南部バプテスト連盟のビリー・グラハム師はブライトの死に際して声明を発表した。「彼は私が知る中でもまれなほど、心に重荷を持っていた。-世界宣教のための重荷を。私たちの主イエスに対する彼の誠実、高潔、献身は、私のミニストリーの初期からずっと霊感と祝福を与えてくれた。」

## 著書
- 『カミング・リバイバル』パトモス社

## 受賞歴
- テンプルトン賞（1996年）